# 環境と開発に関するリオ宣言
環境と開発に関するリオ宣言（かんきょうとかいはつにかんするりおせんげん、リオ宣言、英語: Rio Declaration on Environment and Development; Rio Declaration）とは、1992年にブラジルのリオ・デ・ジャネイロで開催された環境と開発に関する国際連合会議（UNCED/地球サミット）において合意された27原則から成る宣言。UNCEDではこれを実践するための行動計画「アジェンダ21」の他、「森林原則声明」、2つの国際条約「気候変動枠組条約」「生物多様性条約」、併せて5つの文書が国際的に合意された。
1972年の国際連合人間環境会議で採択された人間環境宣言を再確認するとともに、その発展を目指し、各国、社会の重要部門及び国民間の新たな水準の協調を創造することによって、新しい公平な地球規模のパートナーシップを構築することを目標とし、全人類の権利を尊重して地球的規模の環境と開発のシステムの一体性を保持する国際的な合意を得ることを進め、我らの住まいである地球の不可分性、相互依存性を再認識し、宣言されたものである。
地球規模で環境と開発を調整する持続可能な開発の概念が中心であり、実行には先進国と途上国間の衡平性、先進国同士の衡平性、途上国同士の衡平性を確保し、諸国間の多様性に富む差異化された枠組みを構築することが必要とされる。これら地球環境問題に勘案される「共通だが差異のある責任」原則がリオ宣言では明確化しており、国際協調の策定には第7原則が用いられることになる。